# Dyops ditrapezium
Dyops ditrapezium är en fjärilsart som beskrevs av Jan Sepp 1852. Dyops ditrapezium ingår i släktet Dyops och familjen nattflyn. Inga underarter finns listade i Catalogue of Life.